# Chatham Town FC
Chatham Town FC (celým názvem: Chatham Town Football Club) je anglický fotbalový klub, který sídlí ve městě Chatham v nemetropolitním hrabství Kent. Založen byl v roce 1882. Od sezóny 2017/18 hraje v Southern Counties East League Premier Division (9. nejvyšší soutěž). Klubové barvy jsou červená a bílá.
Své domácí zápasy odehrává na stadionu The Sports Ground s kapacitou 5 000 diváků.

## Historické názvy
Zdroj: 
- 1882 – Chatham Town FC (Chatham Town Football Club)
- 1974 – Medway FC (Medway Football Club)
- 1979 – Chatham Town FC (Chatham Town Football Club)

## Získané trofeje
- Kent Senior Cup ( 5× )
  - 1888/89, 1894/95, 1904/05, 1910/11, 1918/19

## Úspěchy v domácích pohárech
Zdroj: 
- FA Cup
  - Čtvrtfinále: 1888/89
- FA Trophy
  - 1. kolo: 2001/02, 2002/03
- FA Vase
  - 2. kolo: 1999/00

## Umístění v jednotlivých sezonách
Stručný přehled
Zdroj: 
- 1894–1901: Southern Football League (Division One)
- 1901–1905: Kent Football League
- 1919–1920: Kent Football League (Division One)
- 1920–1921: Southern Football League (English Section)
- 1927–1929: Southern Football League (Eastern Section)
- 1947–1959: Kent Football League (Division One)
- 1959–1964: Aetolian League (Division One)
- 1964–1968: Metropolitan League
- 1968–1978: Kent Football League
- 1978–1983: Kent Football League (Division One)
- 1983–1988: Southern Football League (Southern Division)
- 1988–1998: Kent Football League (Division One)
- 1998–2001: Kent Football League (Premier Division)
- 2001–2006: Southern Football League (Eastern Division)
- 2006–2008: Isthmian League (Division One South)
- 2008–2009: Isthmian League (Division One North)
- 2009–2011: Isthmian League (Division One South)
- 2011–2015: Isthmian League (Division One North)
- 2015–2017: Isthmian League (Division One South)
- 2017– : Southern Counties East League (Premier Division)

Jednotlivé ročníky
Zdroj: 
Legenda: Z - zápasy, V - výhry, R - remízy, P - porážky, VG - vstřelené góly, OG - obdržené góly, +/- - rozdíl skóre, B - body, červené podbarvení - sestup, zelené podbarvení - postup, fialové podbarvení - reorganizace, změna skupiny či soutěže
| Sezóny  | Liga                                             | Úroveň | Z  | V  | R  | P  | VG | OG  | +/- | B  | Pozice |
| ------- | ------------------------------------------------ | ------ | -- | -- | -- | -- | -- | --- | --- | -- | ------ |
| 2009/10 | Isthmian League (Division One South)             | 8      | 42 | 14 | 4  | 24 | 55 | 75  | -20 | 46 | 17.    |
| 2010/11 | Isthmian League (Division One South)             | 8      | 42 | 10 | 10 | 22 | 52 | 80  | -28 | 40 | 21.    |
| 2011/12 | Isthmian League (Division One North)             | 8      | 42 | 16 | 6  | 20 | 54 | 63  | -9  | 54 | 15.    |
| 2012/13 | Isthmian League (Division One North)             | 8      | 42 | 13 | 13 | 16 | 59 | 65  | -6  | 52 | 13.    |
| 2013/14 | Isthmian League (Division One North)             | 8      | 46 | 20 | 8  | 18 | 74 | 76  | -2  | 68 | 12.    |
| 2014/15 | Isthmian League (Division One North)             | 8      | 46 | 12 | 11 | 23 | 52 | 75  | -23 | 47 | 21.    |
| 2015/16 | Isthmian League (Division One South)             | 8      | 46 | 13 | 7  | 26 | 61 | 70  | -9  | 46 | 19.    |
| 2016/17 | Isthmian League (Division One South)             | 8      | 46 | 7  | 10 | 29 | 57 | 120 | -63 | 31 | 22.    |
| 2017/18 | Southern Counties East League (Premier Division) | 9      | 38 | 11 | 10 | 17 | 44 | 56  | -12 | 43 | 16.    |
| 2018/19 | Southern Counties East League (Premier Division) | 9      | 38 |    |    |    |    |     |     |    |        |